# Cumaribo (ort)
Cumaribo är en ort i Colombia.   Den ligger i departementet Vichada, i den östra delen av landet, 500 km öster om huvudstaden Bogotá. Cumaribo ligger 161 meter över havet och antalet invånare är 629.
Terrängen runt Cumaribo är huvudsakligen platt. Cumaribo ligger uppe på en höjd.  Trakten runt Cumaribo är nära nog obefolkad, med mindre än två invånare per kvadratkilometer. Det finns inga andra samhällen i närheten. I omgivningarna runt Cumaribo växer i huvudsak städsegrön lövskog.